# 드보라
드보라(דְּבוֹרָה 꿀벌)는 판관기 4장과 5장에 나오는 판관이다. 이스라엘의 군주제 이전의 인물로 4번째 판관인데 12명의 판관 중 유일하게 여성이었다.
드보라는 일반적으로 기원전 12세기의 인물로 추정되며, 대부분의 학자들은 드보라 이야기의 배경을 후기 청동기 붕괴기로 보고 있다. 드보라의 적으로 언급되는 시스라는 셈어 이름이 아니며, 드보라의 노래는 600명의 블레셋인들을 죽인 것으로 알려진 사사 삼갈을 기록하는데, 이는 드보라의 이야기가 블레셋인들을 포함한 그리스 계통의 해상 민족들이 가나안을 침공하던 후기 청동기 붕괴기에 부합함을 보여준다. 루카스 니시올로스키-스파노와 같은 현대의 대부분의 학자들은 드보라의 노래가 해상 민족과 후기 청동기 붕괴기에 대한 것으로 보고 있다. 실제로, 하솔은 이 시기인 기원전 12세기에 대규모 화재와 파괴를 경험했다. 드보라의 노래가 우가리트 문학에서 볼 수 있는 시의 양식과 공통되는 문학적 성격을 갖는 점으로 미루어 이 시가 상당히 오래 된 것임을 알 수 있다. 즉, 기원전 13-12세기는 드보라의 활동 시기일 수도 있으며, 당시의 하솔의 파괴는 드보라와 그녀가 이끈 이스라엘 군대에 의한 것일 수도 있다는 것이다.
물론, 통일왕국의 역사성을 부정하는 이스라엘 핑켈슈타인 교수와 같은 일부 학자들은 기원전 10세기 초의 므깃도의 파괴를 드보라 이야기와 관련짓지만 이는 주류 학계의 의견이 아닌 소수설이다. 

## 성경에서
드보라는 선지자이자 판관으로 소개되는데, 사사기 4:4에서는 "라비돗의 아내"로 기록되어 있지만 이는 잘못된 번역일 가능성이 높다. 많은 학자들은 "라비돗의 여자"라는 말이 "라비돗의 아내"로 잘못 번역되었다고 주장하는데, 여기서 "라피드"는 "불꽃/횃불/번개"를 의미하기에 "라비돗의 여자"는 "불꽃/횃불/번개 같은 여자"를 의미했을 것이라고 추정한다. 즉, 원래는 "라비돗의 아내, 선지자 드보라"가 아니라 "불꽃/횃불/번개 같은 여자, 선지자 드보라"였다는 것이다.
드보라는 에브라임 산지의 베델과 라마 사이의 종려나무 아래에서 재판을 열었다고 기록되어있으며, 이스라엘 백성이 하솔에 수도를 둔 가나안 왕 야빈의 밑에서 20년 동안 억압을 받을 때, 납달리 게데스에서 사는 아비노암의 아들 바락에게 납달리 지파와 즈불론 지파의 1만명을 지도하라는 하나님의 명령을 전하였었다. 가나안 장수 시스라는 군대를 지휘하여 바락이 모은 군대를 찾아갔으나, 결투 끝에 패배하고 시스라는 도주중에 머리에 말뚝이 박혀 죽는다.

### 드보라의 노래
판관기 5장 2절∼31절에 실려 있다. 우가리트 문학에서 볼 수 있는 시의 양식과 공통되는 문학적 성격을 갖는 점으로 미루어 이 시가 상당히 오래 된 것임을 알 수 있다. 여자 예언자인 드보라와 바락(Barak)의 지도에 의하여 선주민(先住民)과의 싸움에서 승리하였을 때에 불리어진 것으로서 주(主)의 찬미로부터 시작하여 싸움의 모습을 노래하고 "주여, 당신의 적은 모두 이와 같이 멸망할 것이며 당신을 경애하는 자는 태양과 같이 힘차게 솟아오르게 하여 주소서" 하는 기원의 말로 끝을 맺고 있다.

## 갤러리
- 13세기에 그려진 드보라와 바락
- 야엘, 드보라, 바락. 1630년경.
- 드보라의 동상, 1792년, 액상프로방스 소장